# Bucșani (okręg Vâlcea)
Bucșani – wieś w Rumunii, w okręgu Vâlcea, w gminie Ionești. W 2011 roku liczyła 431 mieszkańców.